# Хуахин (аэропорт)
Аэропорт Хуахин (тайск. ท่าอากาศยานหัวหิน), (ИАТА: HHQ, ИКАО: VTPH) — гражданский аэропорт, обслуживающий коммерческие авиаперевозки города Хуахин (провинция Прачуапкхирикхан, Таиланд). Находится под управлением государственной компании Аэропорты Таиланда.

## Общие сведения
Аэропорт Хуахин расположен на высоте 19 метров над уровнем моря и эксплуатирует одну взлётно-посадочную полосу 16/34 размерами 2100х45 метров с асфальтовым покрытием и в плотную примыкает к морю. Также под взлётно-посадочной полосой проходит туннель и тайская скоростная дорога №4, один из участков азиатского маршрута AH2.